# Travis Watson
Pour les articles homonymes, voir Watson.
Travis Watson, né le 20 mars 1981 à San Antonio, au Texas, est un joueur américain de basket-ball. Il évolue au poste de pivot.